# Min afrikanske dagbog
Min afrikanske dagbog er en dansk børnefilm fra 1999, der er instrueret af Jon Bang Carlsen efter eget manuskript. Filmen er udgivet på dvd sammen med Min irske dagbog og En gammel bamses fortælling.

## Handling
Hjalmar er 9 år og er med sin lillebror Simon på rejse i Sydafrika, hvor deres far er på filmoptagelse. Hjalmar går i forskellige skoler og får nye kammerater. Det land, han møder, er ikke hans drømmes Afrika om søde buskmænd, men et samfund, der er midt i voldsom forandring. Hjalmar får kammerater, der har levet halvdelen af deres liv under apartheid og halvdelen i en periode, hvor alle fra tigger til præsident forsøger at finde deres nye roller. Raceproblematikken er stadig aktuel, og Hjalmar får den helt ind på kroppen, når han tvivler på sine afrikanske venners egentlige motiv for at besøge ham i det store fine hus.